# Curridabat Siglo XXI
El Partido Curridabat Siglo XXI es un partido político local de Costa Rica dentro del cantón de Curridabat. En las elecciones de regidores costarricenses del 2010 obtuvo mayoría en el Concejo Municipal consiguiendo 4 de siete regidores propietarios (consiguiendo 2 regidores el PLN y uno el PAC) con sus respectivos suplentes. Consiguió además elegir a la totalidad de los síndicos y la mayoría de concejales de distrito con cerca del 45% de los votos sobre el 20% del PLN y 10% del PAC. El partido también ha logrado la alcaldía de Curridabat tres veces seguida, usualmente con cerca del 45% de los votos, eligiendo para el periodo 2002-2006 a Lucy Retana Chinchilla, y para los periodos 2006-2010, 2010-2016 y 2016-2022 a Edgar Mora. En las más recientes elecciones obtuvo todos los síndicos de los distritos de Curridabat, mayoría en los concejos distritales y 3 de 7 regidores en el Concejo Municipal.
Si bien ha afrontado varios conflictos internos, el partido es quizás el partido cantonal costarricense más exitoso, ya que pocos partidos cantonales tienen tanto éxito electoral.

## Alcaldes
A la fecha todos los alcaldes del cantón de Curridabat han pertenecido a este partido.
- Lucy Retana Chinchilla (2003-2007)
- Edgar Mora Altamirano (2007-2018)
- Alicia Borja Rodríguez (2018-2020)
- Jimmy Cruz Jiménez  (2020 - 2024)
- Errol Solano Bolaños  (2024 - actual)